# Coleomyia
Coleomyia is een vliegengeslacht uit de familie van de roofvliegen (Asilidae).

## Soorten
- C. alticola James, 1941
- C. crumborum Martin, 1953
- C. hinei Wilcox & Martin, 1935
- C. rainieri Wilcox & Martin, 1935
- C. rubida Martin, 1953
- C. sculleni Wilcox & Martin, 1935
- C. setigera (Cole in Cole & Lovett, 1919)